# Kanton Lembeye
Lembeye is een voormalig kanton van het Franse departement Pyrénées-Atlantiques. Het kanton maakte deel uit van het arrondissement Pau. Het werd opgeheven bij decreet van 25 februari 2014, met uitwerking op 22 maart 2015. Met uitzondering van Momy zijn alle gemeenten werden opgenomen in het nieuwe kanton Terres des Luys et Coteaux du Vic-Bilh.

## Gemeenten
Het kanton Lembeye omvatte de volgende gemeenten:
- Anoye
- Arricau-Bordes
- Arrosès
- Aurions-Idernes
- Bassillon-Vauzé
- Bétracq
- Cadillon
- Castillon
- Corbère-Abères
- Coslédaà-Lube-Boast
- Crouseilles
- Escurès
- Gayon
- Gerderest
- Lalongue
- Lannecaube
- Lasserre
- Lembeye (hoofdplaats)
- Lespielle
- Luc-Armau
- Lucarré
- Lussagnet-Lusson
- Maspie-Lalonquère-Juillacq
- Momy
- Monassut-Audiracq
- Moncaup
- Monpezat
- Peyrelongue-Abos
- Samsons-Lion
- Séméacq-Blachon
- Simacourbe